# Polyancistrus atlas
Polyancistrus atlas är en insektsart som beskrevs av Rehn, J.A.G. 1936. Polyancistrus atlas ingår i släktet Polyancistrus och familjen vårtbitare.

## Underarter
Arten delas in i följande underarter:
- P. a. atlas
- P. a. pilanus